# Bernhard Köster
Bernhard Köster (* 20. Oktober 1869 in Lahn (Hümmling), Emsland; † 23. Juni 1944 in Iburg im Landkreis Osnabrück) war ein deutscher römisch-katholischer Priester und Schriftsteller.

## Leben
Bernhard Köster wuchs in dem kleinen Hümmlingort Lahn als Sohn eines Dorfschullehrers auf und ging in Meppen auf das Gymnasium. Er studierte nach seinem Abitur 1889 Katholische Theologie und Philosophie an der Westfälischen Wilhelms-Universität Münster. In dieser Zeit trat er der katholischen Studentenverbindung KDStV Sauerlandia Münster im CV bei. Die Priesterweihe empfing er durch Bischof Bernhard Höting 1892 im Dom zu Osnabrück. Köster war zunächst als Priester in Spelle und Lengerich in der Seelsorge tätig, absolvierte 1899 die Rektorenprüfung in Hannover und war von 1899 bis 1901 Rektor der Hubertschen Handelsschule in Schapen. Von 1901 bis 1915 war er Pfarrer in Lübeck, anschließend übernahm er die Pfarrerstelle in Glandorf bei Osnabrück, wurde nebenbei Kreisschulinspektor für die Kreise Iburg und Melle und unterrichtete an der Lateinschule in Glandorf.
Er war überregional bekannt als Schriftsteller und Historiker. Seine wichtigsten Werke sind Im Feuer der Kartaune, ein Roman aus der Zeit des münsterschen Fürstbischofs Christoph Bernhard von Galen (1923), die Erzählung Die schöne Anna von Hake auf Scheventorf (1924) und der Hohenstaufen-Roman Um die Krone des Emslandes (1925). Die plattdeutsche Erzählung Jan Kardel un siene Bande von 1920 wurde 2009 vom Verlag Aschendorff neu aufgelegt. Damit macht die neue Ausgabe den plattdeutschen Originaltext nach über 80 Jahren erstmals wieder einem breiten Publikum zugänglich. Sie schildert den Kampf eines jungen Bauern aus Auen gegen eine Lindern terrorisierende Bande, die vor Mord und Raub nicht zurückschreckt. Köster schrieb auch mehrere Ortsgeschichten (Lahn, Wahn, Werlte, Waldhöfe, Ostenwalde, Glandorf), von denen aber nur die von Glandorf veröffentlicht wurde. Hintergrund der Schwedenchronik ist die Besetzung der Iburg, die Plünderung der Landbevölkerung und die Inbrandsetzung von Glandorf mitsamt der St.-Johannis-Kirche während des Dreißigjährigen Krieges. Der Heimatverein Glandorf hat die Schwedenchronik 2013 als Hörbuch veröffentlicht.
Nach schwerer, längerer Krankheit starb Bernhard Köster im Marienhospital in Iburg. Unvollendet blieb seine Lebensbeschreibung Ein typischer Fall.

## Schriften
- Wittmanns Gerd, 1918
- Thaikla, 1919
- Lübeck, 1920
- Jan Kardel un siene Bande, 1920
- Im Feuer der Kartaune (Meinartshagen): Roman aus der Zeit des münsterschen Fürst-Bischofs Christoph Bernard von Galen, Westfälische Vereinsdruckerei, Münster 1923
- Die schöne Anna von Hake auf Scheventorp, Westfälische Vereinsdruckerei, Münster 1924
- Das Halsband des Lambert von Oer, 1925
- Bur hol faste, wat du häst, 1926
- Schwedenchronik, F. Schöningh, Osnabrück 1926
- Clemenswerth, F. Schöningh, Osnabrück 1926
- Bur, hall faste, wat du häst! u. Jan Kardel un siene Bande, R. van Acken, Lingen a. d. Ems 1928
- Um die Krone des Emslandes : Ein Hohenstaufen-Roman, Westfälische Vereinsdruckerei, Münster 1925
- Frau Ida: Eine Mecklenburger Seelengeschichte, Fr. Obermeyer, Osnabrück 1931
- Geschichte Glandorfs, (Manuskript), 1944

Neuere Ausgaben
- Mainartshagen: Roman aus der Zeit des münsterschen Fürstbischofs Christoph Bernard von Galen, Borgmeyer, Hildesheim 1936
- Jan Kardel und seine Bande, Bonifacius-Druckerei, Paderborn 1937
- Die schöne Anna von Hake auf Scheventorf, Krimphoff, Füchtorf 1977, ISBN 978-3-921787-01-4
- Um die Krone des Emslandes, Goldschmidt, Werlte 1982 (mit Bildanhang des von der Freilichtbühne Ahmsen aufgeführten gleichnamigen Schauspiels)
- Clemenswerth, Krimphoff, Sassenberg 1982
- Schwedenchronik, Krimphoff, Sassenberg 1994, ISBN 978-3-921787-28-1
- Jan Kardel un siene Bande, Aschendorff, Münster 2010, ISBN 978-3-402-12781-0

E-Books
- Die schöne Anna von Hake auf Scheventorf, SAGA Egmont, Kopenhagen 2015
- Clemenswerth, SAGA Egmont, Kopenhagen 2016

Hörbuch
- Schwedenchronik, gelesen von Beate Krützkamp, Heimat- und Kulturverein Glandorf e. V., Glandorf 2013